# Tolbachit
Tolbachit ist ein sehr selten vorkommendes Mineral aus der Mineralklasse der „Halogenide“ mit der chemischen Zusammensetzung CuCl2 und damit chemisch gesehen ein Kupfer(II)-chlorid.
Tolbachit kristallisiert im monoklinen Kristallsystem und entwickelt durchscheinende Kristalle bis etwa 2 mm Größe in filzigen oder moosartigen Mineral-Aggregaten sowie krustigen Überzügen von brauner bis goldbrauner Farbe und perlmuttähnlichem Glanz auf den Oberflächen.

## Etymologie und Geschichte
Entdeckt wurde Tolbachit in den Fumarolenprodukten am Vulkan Tolbatschik, genauer an dessen ersten Schlackenkegel, auf der Halbinsel Kamtschatka im russischen Föderationskreis Ferner Osten. Die Mineralproben mit dem neu entdeckten Mineral wurden während des großen Ausbruchs von 1975 bis 1976 am nördlichen Durchbruch gesammelt. Nach Prüfung und Anerkennung des Minerals durch die International Mineralogical Association (interne Eingangs-Nr. der IMA: 1982-067) erfolgte die Publikation der Erstbeschreibung 1983 durch Lidija Pawlowna Wergassowa und Stanislaw K. Filatow (russisch: Л. П. Вергасова und С. К. Филатов), die es nach dessen Typlokalität benannten.
Das Typmaterial des Minerals wird im Museum des Sankt Petersburger Bergbau-Instituts unter der Sammlungs-Nr. 1290/1 aufbewahrt.

## Klassifikation
Da der Tolbachit erst 1982 als eigenständiges Mineral anerkannt wurde, ist er in der seit 1977 veralteten 8. Auflage der Mineralsystematik nach Strunz noch nicht verzeichnet. Einzig im zuletzt 2018 überarbeiteten und aktualisierten Lapis-Mineralienverzeichnis nach Stefan Weiß, das sich aus Rücksicht auf private Sammler und institutionelle Sammlungen noch nach dieser klassischen Systematik von Karl Hugo Strunz richtet, erhielt das Mineral die System- und Mineral-Nr. III/A.07-30. In der „Lapis-Systematik“ entspricht dies der Klasse der „Halogenide“ und dort der Abteilung „Einfache Halogenide“, wo Tolbachit zusammen mit Chloromagnesit, Lawrencit und Scacchit eine eigenständige, aber unbenannte Gruppe bildet.
Die von der International Mineralogical Association (IMA) zuletzt 2009 aktualisierte 9. Auflage der Strunz’schen Mineralsystematik ordnet den Tolbachit ebenfalls in die Klasse der „Halogenide“, dort allerdings die feiner unterteilte Abteilung „Einfache Halogenide ohne H2O“ ein. Diese ist zudem weiter unterteilt nach dem Stoffmengenverhältnis von Metall (M) zum entsprechenden Halogen (X), so dass das Mineral entsprechend seiner Zusammensetzung in der Unterabteilung „M : X = 1 : 2“ zu finden ist, wo es als einziges Mitglied die unbenannte Gruppe 3.AB.05 bildet.
Auch die vorwiegend im englischen Sprachraum gebräuchliche Systematik der Minerale nach Dana ordnet den Tolbachit in die Klasse und gleichnamige Abteilung der „Halogenide“ ein. Hier ist er zusammen mit Eriochalcit in der unbenannten Gruppe 09.02.08 innerhalb der Unterabteilung „Wasserfreie und wasserhaltige Halogenide mit der Formel AX2“ zu finden.

## Chemismus
Die idealisierte (theoretische) Zusammensetzung von Tolbachit (CuCl2) besteht aus 47,26 % Kupfer (Cu) und 52,74 % Chlor (Cl). Die Analyse eines Wasserextraktes aus dem Typmaterial vom Tolbatschik ergab zusätzlich geringe Anteile von Zink (0,30 % ZnO), Blei (0,11 % PbO), Natrium (0,74 % Na2O), Kalium (1,50 % K2O), Schwefel (4,24 % SO4) und Kristallwasser (H2O).

## Kristallstruktur
Tolbachit kristallisiert monoklin in der Raumgruppe C2/m (Raumgruppen-Nr. 12) mit den Gitterparametern a = 6,90 Å; b = 3,30 Å; c = 6,82 Å und β = 122,3° sowie zwei Formeleinheiten pro Elementarzelle.
Die Kristallstruktur von Tolbachit besteht aus CuCl4-Baugruppen, die planare Quadrate bilden und über gemeinsame Kanten zu Ketten parallel der b-Achse [010] verknüpft sind. Diese Ketten bilden über gemeinsam genutzte Ecken der quadratischen Ebenen Schichten parallel (001).
| Kristallstruktur von Tolbachit |
| - mit Blickrichtung parallel zur a-Achse - mit Blickrichtung parallel zur b-Achse - mit Blickrichtung parallel zur c-Achse - räumliche Darstellung in der kristallographischen Standardausrichtung - als Polyeder-Model mit senkrecht ausgerichteter c-Achse |
| Farbtabelle: _ Cu 0 _ Cl |

## Eigenschaften
Tolbachit lässt sich bereits in kaltem Wasser leicht lösen. Zudem ist Tolbachit hygroskopisch und damit in der Lage, seiner Umgebungsluft Wasser zu entziehen. Er wandelt sich daher an der Luft schnell zu Eriochalcit (CuCl2·2H2O) mit orthorhombischer Symmetrie um.

## Bildung und Fundorte
An seiner Typlokalität bildete sich Tolbachit direkt aus den vulkanischen Gasen und fand sich als Überkrustungen an den basaltischen Rändern der Fumarolen. Als Begleitminerale traten unter anderem Chalkocyanit, Dolerophanit, Euchlorin, Melanothallit und Tenorit auf.
Tolbachit gehört zu den sehr seltenen Mineralbildungen, die in nur wenigen Proben aus bisher nur fünf dokumentierten Fundorten bekannt wurden (Stand 2019). Neben seiner Typlokalität, dem ersten Schlackenkegel trat das Mineral am Tolbatschik noch an der Fumarole Jadowitaja am zweiten Schlackenkegel sowie am großen Spaltenbruch auf. Tolbachit ist eines der wichtigsten Kupfermineralien der Fumarolen am nördlichen Durchbruch.
Des Weiteren fand sich Tolbachit noch in der Cueva Los Minerales am Vulkan Irazú in Costa Rica (Provinz Cartago) sowie in der Southwest Mine bei Bisbee im Cochise County des US-Bundesstaates Arizona.